# Euphonia affinis
L'eufonia di macchia (Euphonia affinis (Lesson, 1842)) è un uccello passeriforme della famiglia dei Fringillidi.

## Etimologia
Il nome scientifico della specie, affinis, significa "affine", "simile", in questo caso simile alla tangara grigioblu: il suo nome comune è invece un riferimento alle abitudini di vita di questi uccelli.

## Descrizione

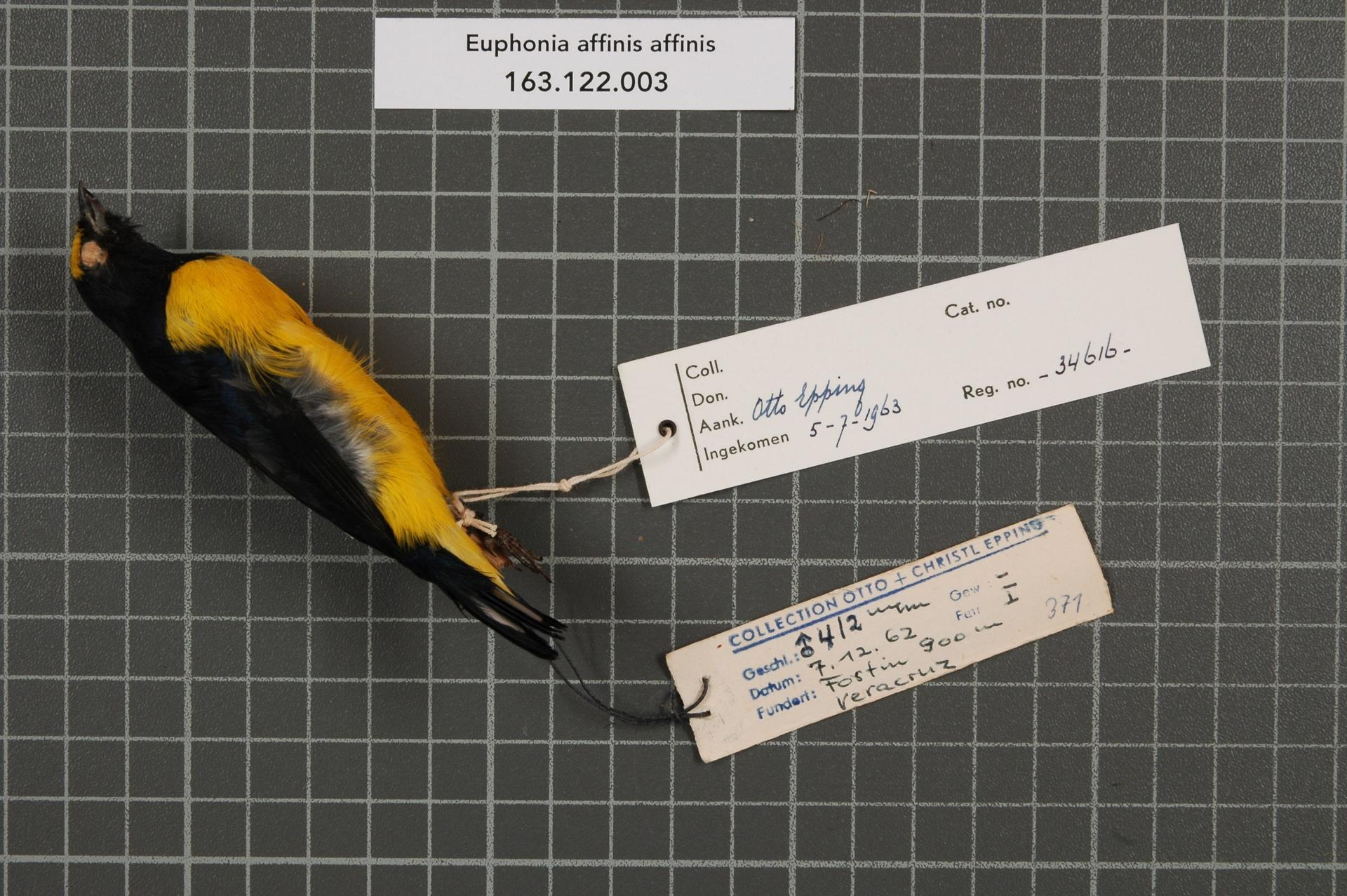
Maschio impagliato

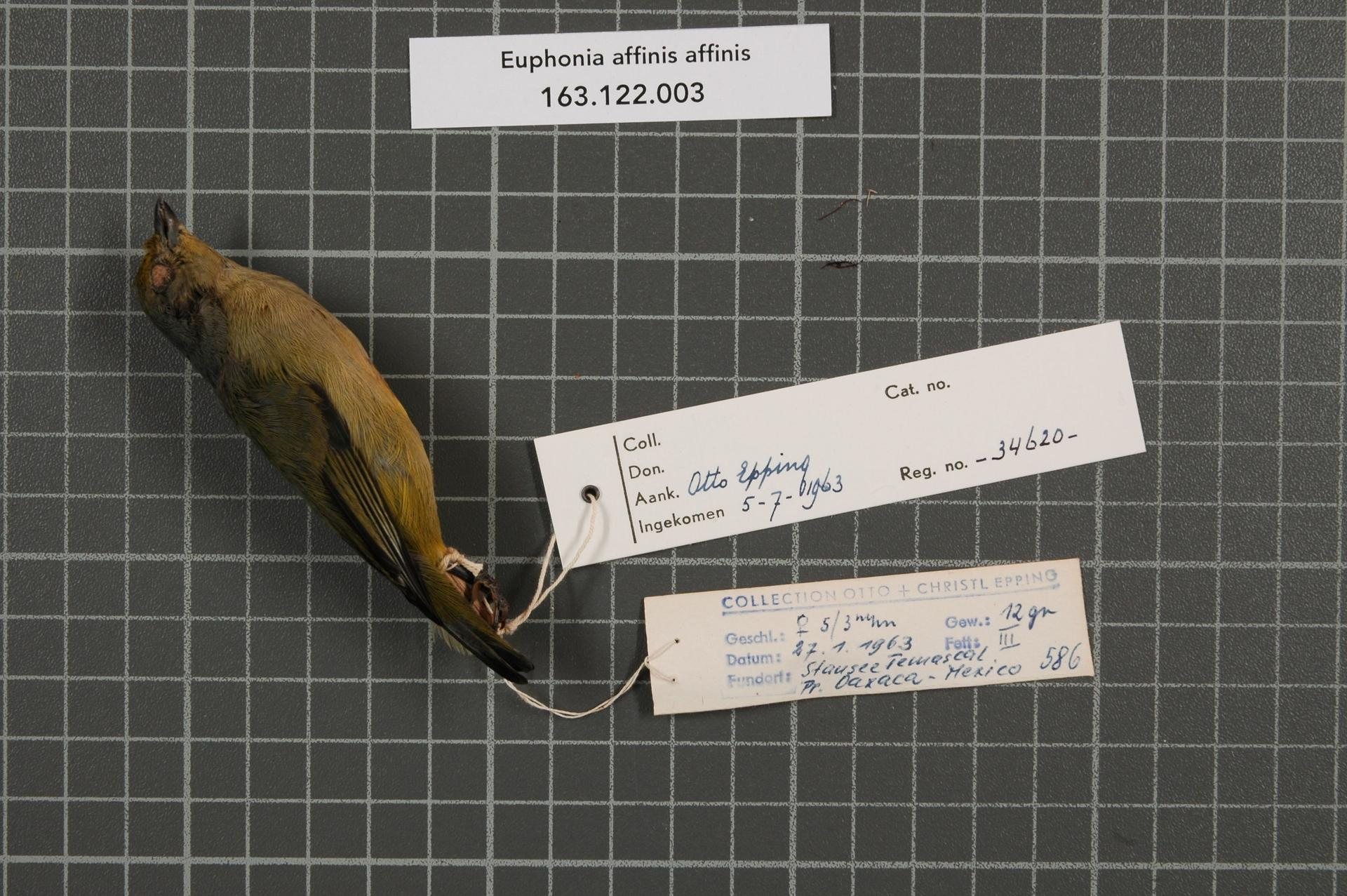
Femmina impagliata

### Dimensioni
Misura 9 cm di lunghezza, per 8,5-12,8 g di peso.

### Aspetto
Si tratta di un uccelletto dall'aspetto robusto, munito di testa arrotondata, becco conico e robusto, ali appuntite e corta coda squadrata.
Il piumaggio è di colore nero-bluastro su testa, gola, dorso, ali e coda, mentre la fronte, la parte inferiore del petto, il ventre e il sottocoda sono di colore giallo oro.

Nella specie è presente dicromatismo sessuale: le femmine mancano quasi completamente sia del nero dorsale sia di gran parte del giallo ventrale, con la livrea che si presenta dominata dai toni del bruno-grigiastro, più tendente al grigio su dorso e ali (che assieme alla coda presentano le penne in punta nerastre) mentre faccia, petto e ventre sono di colore beige, con decise sfumature giallo-arancio sul basso ventre. In ambedue i sessi il becco e le zampe sono nerastri, mentre gli occhi sono di colore bruno scuro.

## Biologia

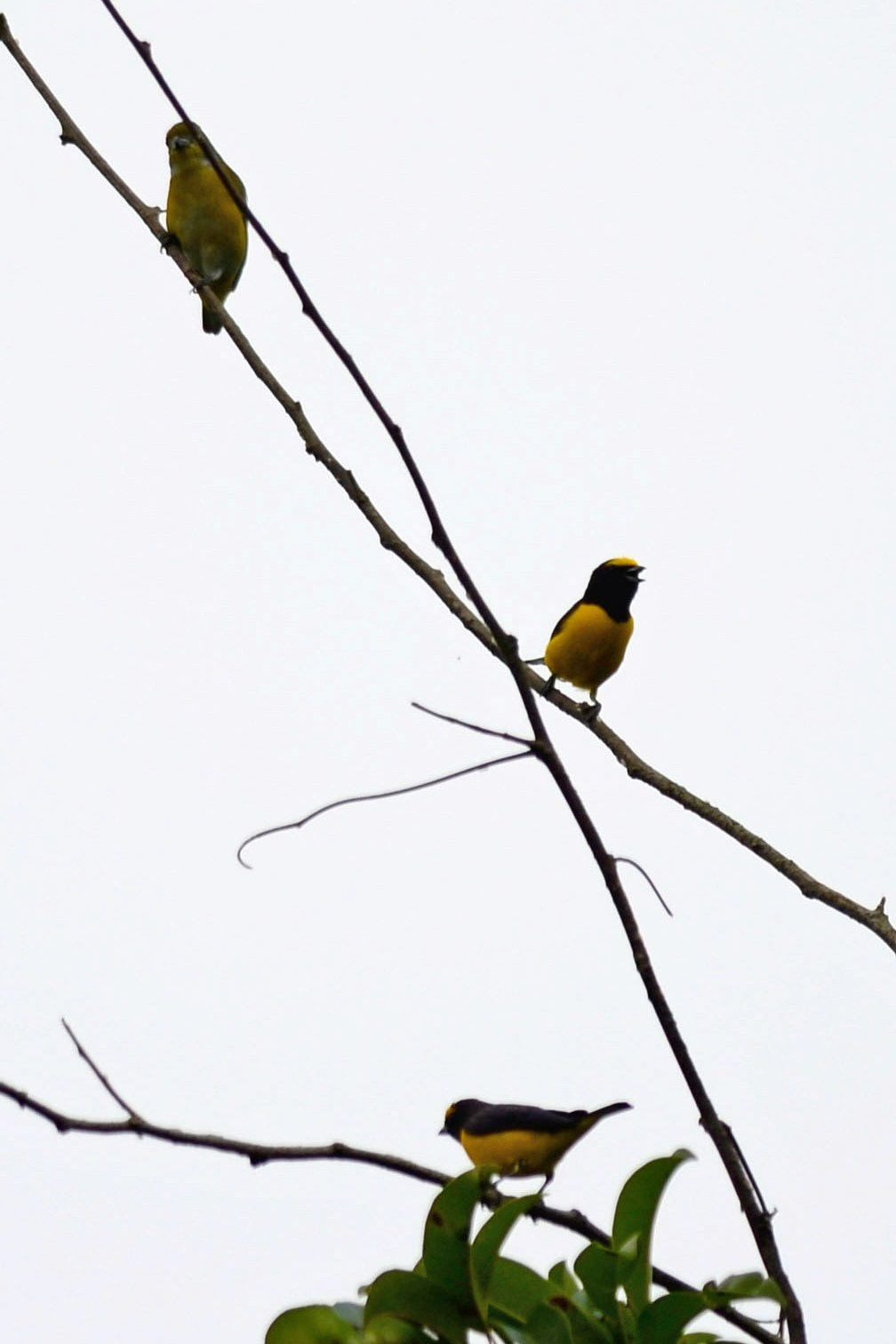
Gruppo con maschio intento a cantare nel Campeche

L'eufonia di macchia è un uccello diurno che vive da solo o in coppie, passando la maggior parte della giornata alla ricerca di cibo e ritirandosi sul far della sera nel folto della vegetazione arborea per passare la notte al riparo da eventuali predatori.

### Alimentazione

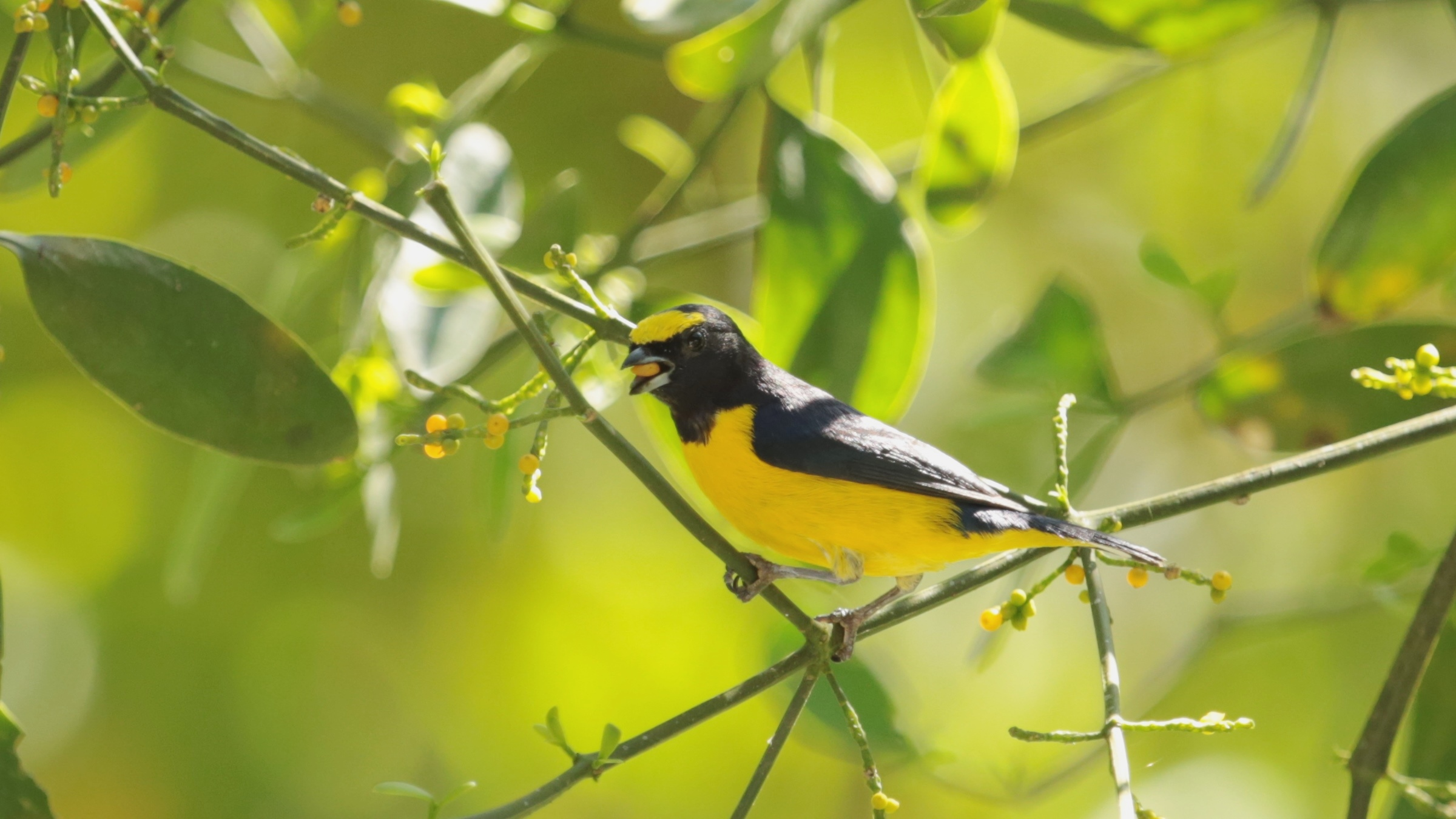
Maschio si nutre in natura

La dieta di questi uccelli è in massima parte frugivora e composta da Loranthaceae e fichi, nonché in misura minore anche di bacche e frutti di altre piante e, sebbene in percentuale trascurabile, anche di piccoli invertebrati.

### Riproduzione
Il periodo riproduttivo va da novembre a maggio: le eufonie di macchia sono uccelli monogami, coi due sessi che collaborano nella costruzione del nido, di forma ovale e costruito nel folto dei cespugli.
Nella camera interna del nido, foderata con piumino e materiale morbido (mentre l'esterno viene costruito intrecciando fibre vegetali e rametti), la femmina depone 2-4 uova, che cova da sola (col maschio che staziona nei pressi, tenendo d'occhio i dintorni e occupandosi di reperire il cibo per sé e per la partner) per circa tre settimane. I pulli schiudono ciechi e implumi e vengono accuditi da ambedue i genitori: essi sono in grado d'involarsi a circa tre settimane di vita, e possono dirsi indipendenti a circa un mese dalla schiusa.

## Distribuzione e habitat
Si tratta della specie di eufonia dall'areale più settentrionale: questi uccelli, infatti, vivono lungo la fascia costiera del Messico centro-orientale e nord-occidentale, nella penisola dello Yucatán e da qui lungo la costa pacifica centroamericana a sud fino alla Costa Rica.
L'habitat dell'eufonia di macchia, come intuibile dal nome comune, è rappresentato dalle aree secche di boscaglia aperta, dalle aree cespugliose, le radure con presenze di macchie alberate isolate e dalla foresta secca.

## Tassonomia
Se ne riconoscono tre sottospecie:
- Euphonia affinis affinis (Lesson, 1842) - la sottospecie nominale, diffusa dalla penisola dello Yucatán, attraverso Belize, Oaxaca occidentale, Guatemala e Honduras settentrionale, fino alla provincia costaricana di Guanacaste a sud;
- Euphonia affinis olmecorum Dikerman, 1981 - diffusa lungo le coste meridionali del Golfo del Messico, fra Nuevo León, Tamaulipas meridionale e San Luis Potosí orientale fino al nord del Chiapas a sud;
- Euphonia affinis godmani Brewster, 1889 - diffusa lungo la costa pacifica del Messico, dal Sonora sud-orientale al Guerrero centrale.

Secondo alcuni autori, l'eufonia di macchia formerebbe una superspecie con le affini eufonia corona gialla, eufonia golapurpurea ed eufonia di Trinidad.